# Artémidore Capiton
Pour les articles homonymes, voir Artémidore.
Artémidore Capiton (en grec ancien Ἀρτεμίδωρος ὁ Καπίτων / Artemidôros o Kapitôn, en latin Artemidorus Capito) est un médecin et grammairien grec du IIe siècle.
Il a exercé à Rome sous le règne d'Hadrien (117-138). Selon Galien, il a publié, à la suite de Dioscoride, une édition du Corpus hippocratique qui fut très appréciée par l'empereur, et était encore en usage à son époque.